# Escándalo de explotación sexual de menores en Rotherham
El escándalo de explotación sexual de menores de Rotherham consistió en el abuso sexual de menores organizado que ocurrió en la ciudad de Rotherham (Yorkshire del Sur), en el norte de Inglaterra, desde finales de la década de 1980 hasta la década de 2010 por encubrimiento e inacción  de las autoridades locales en relación con los informes de abuso de menores durante la mayor parte de ese período. La investigadora Angie Heal, que fue contratada por funcionarios locales y les advirtió sobre la explotación infantil que ocurría entre 2002 y 2007, lo ha descrito desde entonces como «el mayor escándalo de protección infantil en la historia del Reino Unido».: 28  Evidencia del abuso de menores se observó por primera vez a principios de la década de 1990, cuando los administradores de las residencias de menores investigaron informes sobre taxistas que recogían a menores bajo su cuidado.: 56  Desde por lo menos 2001, varios informes transmitieron los nombres de los presuntos autores, varios de una misma familia, a la policía y al ayuntamiento de Rotherham. La primera condena grupal tuvo lugar en 2010, cuando cinco hombres británico-paquistaníes fueron condenados por delitos sexuales contra niñas de entre 12 y 16 años.: 23  A partir de enero de 2011 Andrew Norfolk de The Times fue investigando de cerca el tema, informando en 2012 que el abuso en la ciudad estaba generalizado y que la policía y el ayuntamiento lo sabían desde hacía más de diez años.
Los artículos de The Times, junto con el juicio de 2012 de la red de abuso sexual infantil de Rochdale, llevaron al Comité de Asuntos Internos de la Cámara de los Comunes a realizar sesiones dedicadas.: 3–4  Después de este y otros artículos de Norfolk, el municipio de Rotherham encargó una investigación independiente dirigida por la profesora Alexis Jay. En agosto de 2014, el informe Jay concluyó que aproximadamente 1400 menores, de diversos orígenes, habían sido abusados sexualmente en Rotherham entre 1997 y 2013, por hombres predominantemente británicos de origen paquistaní, aunque también estaban involucrados hombres de origen kurdo y kosovar. Las niñas británicas de origen asiático de Rotherham también sufrieron abusos, pero el miedo a la vergüenza y el deshonor las hizo reacias a denunciar el abuso a las autoridades.: 1, 30, 25, 38–43  Un «hilo conductor» fueron los taxistas que habían estado recogiendo a las menores en las residencias y escuelas para tener relaciones sexuales. Los abusos incluyeron violaciones en grupo, obligar a las niñas a presenciar violaciones, rociarlas con gasolina y amenazarlas con prenderles fuego, así como con violar a sus madres y hermanas menores, y traficarlas en otras ciudades.: 1, 35–37  Hubo embarazos —uno a los 12 años—, abortos, abortos espontáneos, bebés criados por sus madres y bebés robados, lo que causó un trauma adicional.: 43 : 148–149 
El hecho de no abordar el abuso se atribuyó a una combinación de factores relacionados con la raza, la clase y el género: actitudes despectivas y sexistas hacia las víctimas, en su mayoría de clase trabajadora; temor a que la etnia de los perpetradores desencadenase acusaciones de racismo y dañase las relaciones comunitarias; la renuencia del consejo municipal laborista a desafiar a una minoría étnica de votantes laboristas; la falta de un enfoque centrado en los niños; el deseo de proteger la reputación de la ciudad; y la falta de formación y recursos.: 69, 101 : 9, 32–36 
El alcalde del municipio de Rotherham, su director de servicios para menores y el comisionado de la policía de Yorkshire del Sur dimitieron. La Comisión Independiente de Denuncias contra la Policía y la Agencia Nacional contra el Delito abrieron investigaciones, y se espera que esta última dure ocho años. El gobierno nombró a Louise Casey para realizar una inspección del ayuntamiento de Rotherham.: 6  Publicado en enero de 2015, el informe Casey concluyó que el ayuntamiento tenía una cultura sexista y de intimidación, que trataba de encubrir el problema y silenciar a los denunciantes, y que «no era apto para su propósito».: 9, 11, 30  En febrero de 2015, el gobierno reemplazó a los funcionarios electos del municipio por un equipo de cinco comisionados. Como resultado de nuevas investigaciones policiales, 19 hombres y dos mujeres fueron condenados en 2016 y 2017 por delitos sexuales que se remontan a fines de la década de 1980; uno de los cabecillas fue condenado a 35 años de cárcel.

## Antecedentes

### Rotherham

Municipio metropolitano de Rotherham en Yorkshire del Sur y el Reino Unido

Con una población de 109 691, según el censo de 2011 —55 751 mujeres y 24 783 niños de 0 a 17 años—, Rotherham es la ciudad más grande dentro del municipio metropolitano de Rotherham, en Yorkshire del Sur. Alrededor del 11,9% de la ciudad pertenecía a grupos étnicos negros y minoritarios, en comparación con el 8% del municipio (población 258 400). El 3% del municipio pertenecía a la comunidad de origen pakistaní.: 32  Había 68 574 cristianos en la ciudad en 2011, 23 909 sin religión, 8 682 musulmanes, 7 527 no declarados y un pequeño número de hindúes, sijs, judíos y budistas. El desempleo en el municipio estaba por encima del promedio nacional y el 23% de los hogares consistía en viviendas sociales.: 3 
El área ha sido tradicionalmente un bastión laborista y, hasta que Sarah Champion fue elegida en 2012, nunca había tenido una diputada. El consejo municipal estaba igualmente dominado por hombres; un informante laborista le dijo a The Guardian en 2012: «La clase política de Rotherham es masculina, masculina, masculina». En mayo de 2014 había 63 miembros electos en el consejo municipal metropolitano de Rotherham: 57 laboristas, cuatro conservadores, uno de UKIP y un independiente. Las elecciones de agosto de ese año vieron un cambio a UKIP: 49 laboristas, 10 UKIP, 2 conservadores y 2 independientes.: 3  El gobierno disolvió el consejo en 2015 después del informe Casey y lo reemplazó con un equipo de cinco comisionados.

### Terminología
El término «child sexual exploitation» (CSI) [explotación sexual infantil; ESI] se utilizó por primera vez en 2009 en un documento del Departamento de Educación del Reino Unido.: 65–66  Con la intención de reemplazar el término «prostitución infantil», que implicaba un nivel de consentimiento, la ESI es una forma de abuso sexual infantil en la que se ofrece algo a los niños: dinero, drogas, alcohol, comida, un lugar para quedarse o incluso solo afecto, a cambio de actividad sexual. La violencia y la intimidación son comunes.: 65–66  Adele Gladman y Angie Heal, autores de los primeros informes sobre el abuso de Rotherham, argumentan que describir la violación vaginal, oral y anal, el asesinato y el intento de asesinato como «explotación» no ayuda a las personas a comprender la gravedad de los delitos.: 1 
La «explotación sexual infantil» incluye el engaño pederasta (en inglés, «grooming») en línea y el callejero, también denominada «localizada».: 4–5 : 65–66  El engaño pederasta callejero involucra a un grupo de abusadores que se dirigen a menores vulnerables en un lugar público, ofreciéndoles dulces, alcohol, drogas o comida a cambio de sexo.: 5  Los objetivos pueden incluir menores bajo el cuidado de la autoridad local; en Rotherham, un tercio de los menores seleccionados eran conocidos anteriormente por los servicios sociales.: 1 
Según el Comité de Asuntos Internos de la Cámara de los Comunes en 2013, el primer contacto podría ser realizado por otros menores, que entregan al objetivo a un hombre mayor. Uno de los perpetradores adultos se convierte en el «novio», pero un grupo más amplio utiliza a la niña para tener relaciones sexuales y llega a verlo como la norma. El abuso puede implicar la violación en grupo por decenas de hombres durante un evento. Las víctimas a menudo son trasladadas a otras ciudades, donde el acceso sexual a la menor puede ser «vendido» a otros grupos. Según una víctima, los perpetradores prefieren a menores de 12 a 14 años. A medida que crecen, el grupo va perdiendo interés por ellas y puede esperar que la menor proporcione a otras niñas más pequeñas a cambio de un acceso continuado al grupo, del que la menor ha llegado a depender para obtener drogas, alcohol, una vida social, «afecto» o incluso un hogar.

## Risky Business

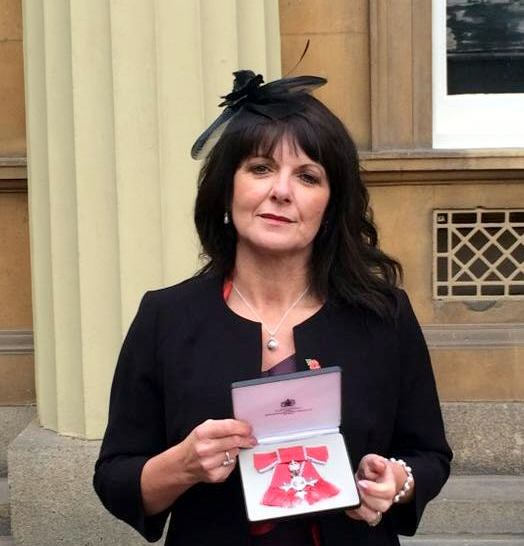
Jayne Senior, anteriormente de Risky Business, después de recibir la Orden del Imperio Británico en 2016 por su trabajo.

Los primeros informes de engaño pederasta callejero en Rotherham datan de principios de la década de 1990, cuando varios gerentes de hogares infantiles locales establecieron el «grupo de taxistas» para investigar informes de taxis conducidos por hombres pakistaníes que llegaban a las residencias para recoger a menores. Al parecer, la policía se negó a actuar.: 56 : 3 
En 1997, la asamblea municipal de Rotherham creó un proyecto juvenil local, Risky Business [Negocio Arriesgado], para trabajar con niñas y mujeres de entre 11 y 25 años que se consideraba que estaban en riesgo de explotación sexual en las calles.: 49  Jayne Senior, galardonada con una Orden del Imperio Británico en 2016 por su trabajo en el descubrimiento del escándalo, comenzó a trabajar para Risky Business como coordinadora alrededor de julio de 1999.: 48–51  Las usuarios eran en su mayoría chicas blancas: de las 268 personas que utilizaron el proyecto entre marzo de 2001 y marzo de 2002, 244 eran blancas, 22 eran británico-asiáticas y 2 eran negras.
Senior comenzó a encontrar evidencia alrededor de 2001 de lo que parecía ser una red de engaño pederasta callejero. La mayoría de los clientes de Risky Business habían venido anteriormente de Sheffield, que tenía un barrio rojo. Ahora las chicas eran más jóvenes y venían de Rotherham. Niñas de tan solo 10 años formaban amistades con niños de su misma edad, antes de que las pasaran a hombres mayores que las violaban y se convertirían en sus «novios». Muchas de las niñas eran de familias con problemas, pero no todas. A las niñas se les dio alcohol y drogas, luego se les dijo que tenían que saldar la «deuda» teniendo relaciones sexuales con otros hombres. Los perpetradores obtenían información personal sobre las niñas y sus familias —donde trabajaban sus padres, por ejemplo— detalles que se utilizaban para amenazar a las niñas si intentaban dejarlo. Las ventanas de las casas de las familias de las niñas se rompían; se amenazó con violar a madres y hermanas menores. Las niñas llegaron a creer que la única forma de mantener a sus familias a salvo era cooperando.: 83–84 
Una niña que llamó la atención de Risky Business fue violada repetidamente entre los 13 y los 15 años, y creía que su madre sería la próxima víctima: «Solían seguir a mi madre porque sabían cuándo iba de compras, a qué hora había estado de compras, adónde había ido».: 83–84  A una joven de 15 años le dijeron que estaba «a una bala» de la muerte.: 306  Algunas niñas fueron rociadas con gasolina y se les dijo que estaban a punto de morir.: 135, 285, 344  Cuando una le dijo a su «proxeneta» que estaba embarazada y que no sabía quién era el padre, una joven de 15 años fue golpeada con un martillo de carpintero hasta dejarla inconsciente.: 60  Una niña de 12 años con un «novio» de 24 años tenía una madre que invitaba a los perpetradores a la casa familiar, donde la niña les daba sexo oral a los hombres por 10 cigarrillos.: 306 
Según Senior, Risky Business terminó con tanta información sobre los perpetradores que la policía sugirió que comenzara a enviarla a un buzón electrónico, «Box Five», en la red informática de la policía de Yorkshire del Sur. Según los informes, le dijeron que esto protegería la identidad de las fuentes de Risky Business.: 87  Más tarde se enteró de que la policía no había leído los informes que había dejado allí y, al parecer, otras fuerzas policiales no podían acceder a ella.: 158  Risky Business era visto como una «molestia» y el consejo cerró el programa en 2011.

## Cuestiones de origen étnico y religión
La investigación de Jay estimó que pudo haber 1400 víctimas de diversos orígenes étnicos. El informe también informaba que «las agencias deberían reconocer el supuesto modelo de engaño pederasta callejero de niñas blancas jóvenes por parte de hombres de ascendencia paquistaní, en lugar de inhibirse por el temor de afectar la convivencia comunitaria.»
Sin embargo, el informe también afirmaba que «no existe una relación simple entre la raza y la explotación sexual infantil», y citó un informe de 2013 de la Red de Mujeres Musulmanas del Reino Unido sobre el abuso de niñas asiáticas británicas en todo el país en situaciones que reflejaban el abuso en Rotherham. Según el grupo, las víctimas asiáticas pueden ser particularmente vulnerables a las amenazas de avergonzar y deshonrar a sus familias, y pueden haber creído que denunciar el abuso sería una admisión de que habían violado sus creencias islámicas. El informe Jay también señaló que uno de los grupos locales de mujeres paquistaníes había descrito a niñas paquistaníes siendo el objetivo de los taxistas y propietarios paquistaníes, pero temían informar a la policía ya que temían sobre las perspectivas de matrimonio de las niñas.: 95  En el informe se afirmaba que se debería abordar «la información insuficiente de la explotación y el abuso en las comunidades étnicas minoritarias».
El informe de Jay «no encontró pruebas de que el personal de atención social de los niños se viera influido por las preocupaciones sobre los orígenes étnicos de los presuntos perpetradores cuando se trataba de casos individuales de protección infantil, incluida la explotación sexual infantil. Sin embargo, en el contexto organizativo más amplio, había una percepción generalizada de que los mensajes transmitidos por algunos altos cargos del consejo municipal y también por la policía, tendían a ‹restar importancia› a las dimensiones étnicas de la explotación sexual infantil».: 91 
Una investigación de cinco años realizada por la Oficina Independiente de Conducta Policial (OICP) descubrió que la policía de Rotherham ignoró el abuso sexual de niños durante décadas por temor a aumentar las «tensiones raciales». La OICP confirmó una denuncia en la que un oficial de policía le dijo al padre de una de las víctimas que la ciudad «estallaría» si se supiera que hombres asiáticos abusan sexualmente de niñas blancas menores de edad.

## Informe Weir (2001)

### Estudio piloto del Ministerio de Interior
En 2000, Adele Weir (más tarde Adele Gladman), una abogada de Yorkshire, fue contratada por el consejo municipal de Rotherham como funcionaria de investigación y desarrollo en un estudio piloto del Programa de Reducción del Crimen del Ministerio del Interior, Tackling Prostitution: What Works [Lucha contra la prostitución: qué funciona].: 2 : 83–84  Una sección del estudio se dedicó a «los jóvenes y la prostitución», y tres ciudades, Bristol, Sheffield y Rotherham, debían destacarse en esa sección. Weir fue contratada para escribir el informe sobre Rotherham. Parte del objetivo de su proyecto era: «Recolección de información y pruebas sobre hombres presuntamente involucrados en coaccionar a mujeres jóvenes para que se prostituyan, con lo que la policía podría realizar investigaciones y/o enjuiciamientos».: 4 
Investigadores de la Universidad de Bedfordshire, la científica social Margaret Melrose entre ellos, participaron como evaluadores del Ministerio del Interior.: 3  La jefa de Weir era la directora de Risky Business y la colocaron en las oficinas de Risky Business, en el Centro Internacional de Rotherham, donde trabajó con Jayne Senior. : 5 : 96 : 2  Según Weir, se encontró con «una mala práctica profesional desde el principio» por parte del consejo municipal y la policía; en su opinión, las cuestiones relativas a la protección de los niños «se ignoran, se descartan o se minimizan».: 5 : 5 

### Mapeo
En respuesta a una queja de la policía de que la evidencia de abuso infantil en Rotherham era anecdótica, Weir compiló informe de 10 páginas mapeando en 2001 lo que parecía ser una red local de abuso de menores. Como prueba ante el Comité de Asuntos Internos en 2014, escribió que había encontrado «un pequeño número de presuntos abusadores que eran bien conocidos en todos los servicios importantes en Rotherham».: 4 : 97–98  Utilizando material obtenido por Risky Business y de los servicios de salud, servicios sociales, registros policiales, un proyecto para personas sin hogar y servicios de abuso de sustancias, el informe de Weir incluía nombres de sospechosos, los números de registro de los automóviles utilizados para transportar a las niñas, los vínculos de los sospechosos con empresas locales y con personas fuera del área, y las relaciones entre los sospechosos y las niñas. Los sospechosos incluían miembros de la familia Hussain, que se creía que se encontraban entre los cabecillas de la red y que fueron encarcelados en 2016.: 6 : 98–99  Weir estimó en ese momento que había 270 víctimas.

### Informe del Ministerio del Interior
El informe de Weir para los evaluadores del Ministerio del Interior vinculó a 54 niñas abusadas con la familia Hussain, en octubre de 2001. Dieciocho niñas habían nombrado a uno de esos hombres, Arshid Hussain (entonces alrededor de 25 años), como su «novio» y varias habían quedado embarazadas.: 6  Una de las 18 niñas, de 14 años en ese momento, quedó embarazada dos veces. En 2014, le dijo a Panorama que los trabajadores sociales habían expresado su preocupación por la presencia de Hussain con un bebé debido a su historial de violencia, pero que, según la víctima, no habían expresado la misma preocupación por ella; le dijo a Panorama que mantenían que su relación con él era consensuada. (En febrero de 2016, Arshid Hussain fue condenado por múltiples violaciones y condenado a 35 años.)
El informe de Weir continuaba diciendo que los miembros de la familia eran «presuntamente responsables de gran parte del crimen violento y el tráfico de drogas en la ciudad». Usaban teléfonos móviles imposibles de rastrear, según el informe, tenían acceso a automóviles caros, estaban vinculados a una empresa de taxis y pueden haber estado involucrados en hoteles con alojamiento y desayuno que los servicios sociales usaban para alojamiento de emergencia. Varias chicas enviadas a esos hoteles se habían quejado de que les ofrecían dinero, apenas llegaban, si querían tener sexo con varios hombres. Otras niñas fueron atacadas en estaciones de tren y de autobús.
Weir entregó su informe a un inspector de la policía de Yorkshire del Sur; su único comentario fue que el informe era «inútil».: 102  Según el informe de Jay, un incidente fue para Weir la «gota que colmó el vaso». Una víctima decidió presentar una denuncia ante la policía. Los perpetradores habían roto las ventanas de sus padres y les habían roto las piernas a sus hermanos para evitar que denunciara las violaciones. Weir la llevó a la comisaría de policía, pero mientras estaba allí, la víctima recibió un mensaje de texto del perpetrador para decirle que tenía a su hermana de 11 años con él, y que era «su elección». Esto llevó a la víctima a creer que alguien le había dicho al agresor que estaba en la comisaría y decidió no continuar con la denuncia.: 85  A continuación, con el consentimiento de su gerente, Weir escribió en octubre de 2001 a Mike Hedges, el jefe de policía de la policía de Yorkshire del Sur, y a Christine Burbeary, la comandante del distrito.: 86 : 102  La carta decía:

I have been visiting agencies, encouraging them to relay information to the police. Their responses have been identical—they have ceased passing on information as they perceive this to be a waste of time. Parents also have ceased to make missing person reports, a precursor to any child abduction investigation, as the police response is often so inappropriate. [...] Children are being left at risk and their abusers unapprehended.
He estado visitando agencias, animándolas a pasar la información a la policía. Sus respuestas han sido idénticas —han dejado de pasar información y perciben que es una pérdida de tiempo. Los padres también han dejado de presentar denuncias por desaparición, un precursor para cualquier investigación de secuestro, ya que la respuesta de la policía ha sido tan inapropiada. [...] Se deja a menores en riesgo y sus agresores sin detener.
Weir: 103 

La carta no fue bien recibida por el ayuntamiento o la policía.: 105–108  Durante una reunión en la estación de policía de Rotherham con altos funcionarios de la policía y del consejo municipal, parecían indignados de que Weir hubiera escrito al jefe de policía. Jayne Senior, quien estuvo presente, dijo que Weir fue sometida a una «diatriba que duró, no sé cuánto tiempo».: 106  Según Weir, en algún momento después, un funcionario le advirtió que no mencionara a los hombres asiáticos:

She said you must never refer to that again. You must never refer to Asian men. And her other response was to book me on a two-day ethnicity and diversity course to raise my awareness of ethnic issues.
Dijo, no debes referirte a ello otra vez. Nunca debes referirte a hombres asiáticos. Y su otra respuesta fue apuntarme a un curso de diversidad para mejorar mi sensibilidad en asuntos étnicos.
Weir: 106 

### Archivos desaparecidos

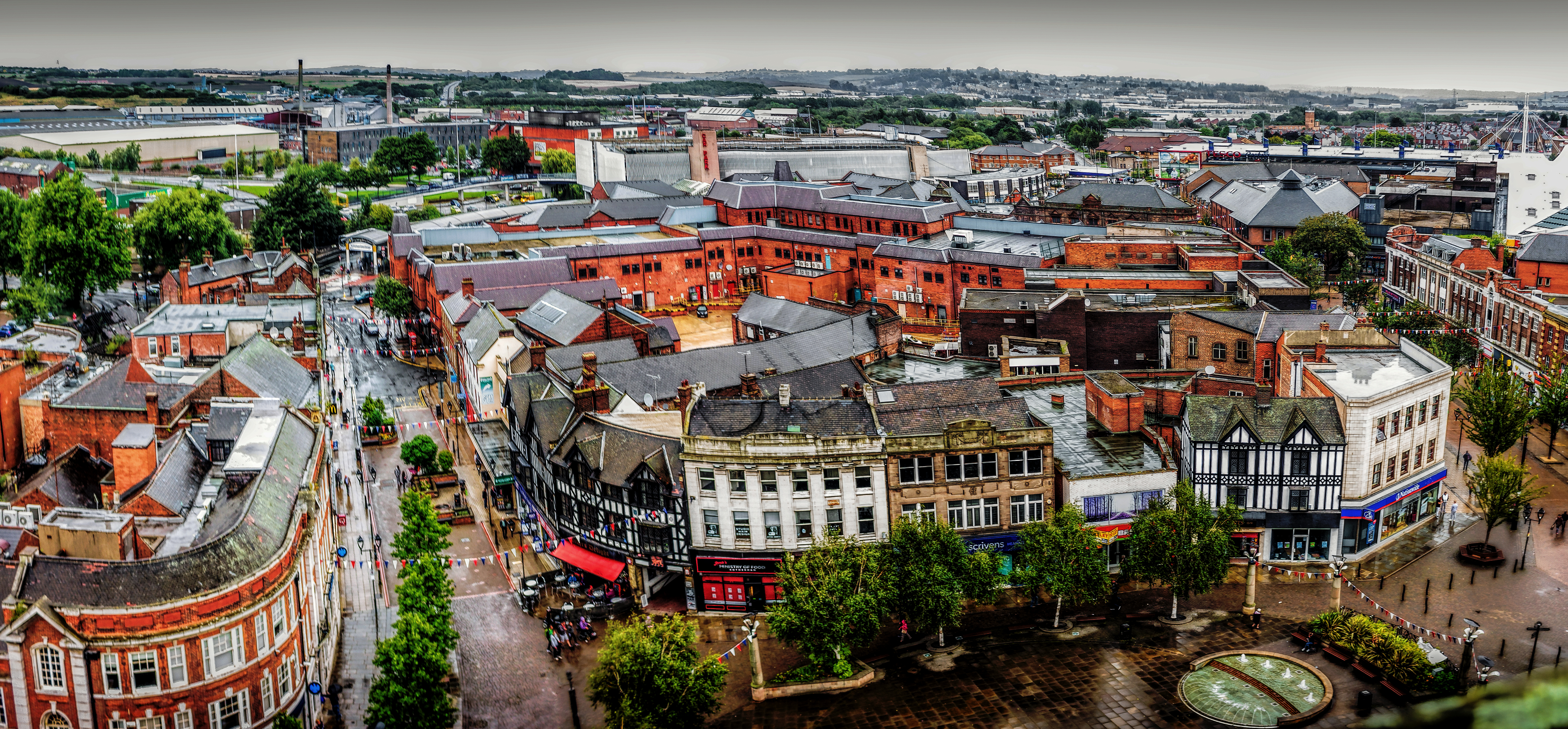
Centro de Rotherham en septiembre de 2016

Tras una petición, Weir envió sus datos a los evaluadores del Ministerio del Interior en Bedfordshire en abril de 2002. El hecho que Weir hiciera esto aparentemente molestó al gerente de Risky Business.: 14  El lunes 18 de abril de 2002 o alrededor de esa fecha, cuando llegó al trabajo, Weir descubrió que durante el fin de semana los datos de su proyecto piloto del Ministerio del Interior habían sido eliminados de los archivadores de la oficina de Risky Business.
Weir dijo que también se había accedido al ordenador de la oficina, que estaba protegido con contraseña. Según la declaración de Weir ante el Comité de Asuntos Internos, los documentos se habían eliminado y alguien había creado en la computadora actas de reuniones a las que supuestamente había asistido Weir, que mostraban que aceptaba ciertas condiciones, como no enviar datos a los evaluadores Ministerio del Interior sin el consentimiento de su superior jerárquico. Weir le dijo al comité que ella no había estado de acuerdo con esas condiciones ni asistió a ninguna de esas reuniones; una de las reuniones tuvo lugar mientras ella estaba de vacaciones en el extranjero.: 16 
A Weir le dijeron que los servicios sociales, la policía y el personal educativo se habían reunido durante el fin de semana y habían decidido que el personal de Risky Business estaba «excediendo [sus] funciones».: 26–27  Weir fue suspendida por haber incluido en su informe datos de actas confidenciales, un «acto de negligencia grave»; se las arregló para negociar el regreso al trabajo demostrando que era su gerente quien había pasado esas actas a los evaluadores del Ministerio del Interior.: 86  Le dijeron que ya no tendría acceso a los datos de Risky Business, las reuniones o las menores, y en junio de 2002 se le pidió que modificara su informe para «anonimizar a las personas e instituciones y solo incluir hechos y pruebas de que puedas sustanciar».: 26–27  El informe Jay consideró que el secretismo que rodeaba el informe de Weir y el tratamiento de la misma Weir era «profundamente preocupante»: «Si los superiores involucrados hubieran prestado más atención al contenido del informe, se podría haber hecho más para ayudar a las niñas que estaban siendo explotadas y abusadas violentamente».: 87 

## Informes Heal

### Informe de 2002

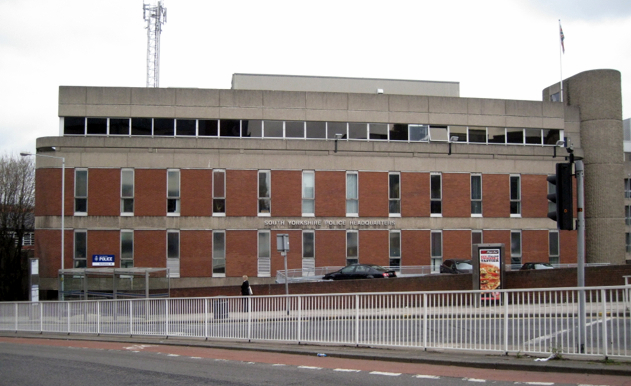
Central de la policía de Yorkshire del Sur en Snig Hill, Sheffield

En 2002-2007, la policía de Yorkshire del Sur contrató a Angie Heal, analista estratégica de drogas, para que llevara a cabo una investigación sobre el uso y suministro de drogas en la zona.: 24  Ubicada en la unidad de estrategia de drogas con dos policías, Heal escribió varios informes durante este período.: 27 : 87  Durante su investigación en 2002 sobre el suministro local de crack, encontró por primera vez ejemplos de abuso sexual infantil organizado y consultó a Jayne Senior de Risky Business y a Anne Lucas, funcionaria del servicio de explotación infantil en Sheffield. Lucas explicó que parte del proceso de preparación era darles drogas a los niños.: 24–25 
El primer informe de Heal en 2002 recomendó lidiar con las redes de abuso infantil; si faltaban las pruebas necesarias para procesar a los hombres por delitos sexuales, podrían ser procesados por delitos relacionados con las drogas, manteniendo así a los menores seguros y sacando las drogas de la calle. Heal escribió en 2017 que su informe fue ampliamente leído, pero que «no podía creer la total falta de interés» sobre los vínculos que había proporcionado entre el tráfico de drogas local y el abuso infantil.: 24–25 

### Informe de 2003
Heal decidió continuar investigando el tema e incluyó la explotación sexual infantil en sus informes de inteligencia semestrales. Mientras Heal preparaba su segundo informe, Explotación sexual, uso de drogas y tráfico de drogas: situación actual en Yorkshire del Sur (2003), Jayne Senior compartió con ella en secreto el informe del Ministerio del Interior de Adele Weir de 2002. Heal escribió que realmente se sintió asustada después de leerlo, dado el nivel de detalle, la falta de interés y la marginación de Weir.: 26 
El informe de Heal de 2003 señaló que Rotherham tenía un «número significativo de niñas y algunos niños que están siendo explotados sexualmente»; que las víctimas estaban siendo violadas en grupo, secuestradas y sometidas a otros tipos de violencia; que una cantidad significativa había quedado embarazada y estaba deprimida, enojada y autolesionada; y que Risky Business había identificado a cuatro de los perpetradores como hermanos.: 88  Heal creó dos versiones de su informe. Uno era para una distribución más amplia entre los funcionarios. El segundo, solo para la policía, contenía los nombres de los perpetradores, obtenidos de Risky Business.

### Informe de 2006
En 2005 se creó un nuevo departamento de servicios para niños y jóvenes, con el consejero Shaun Wright nombrado miembro del gabinete del departamento, y en marzo de 2006 se celebró una conferencia en Rotherham, «Todos los niños importan, pero ¿lo saben?», para discutir la explotación sexual infantil.: 9  El tercer informe de Heal, Violencia y delitos con armas de fuego: vínculos con la explotación sexual, la prostitución y los mercados de drogas en Yorkshire del Sur (2006), señaló que la situación continuaba e implicaba «violencia física y sexual sistemática contra mujeres jóvenes». Las víctimas estaban siendo trasladadas a otras ciudades y la violencia utilizada era «muy severa». Si las niñas protestaban, los perpetradores amenazaban con involucrar a las hermanas menores, amigos y familiares.: 10–11  También había habido un aumento de las informaciones sobre los perpetradores portando armas de fuego.: 12 
Heal escribió que las niñas blancas eran las principales víctimas, captadas desde los 11 años; la edad promedio era de 12 a 13 años. Las niñas británicas de origen asiático también habían sido captadas, pero su abuso se ocultó, no formaba parte de la escena del engaño pederasta local. El grupo más significativo de perpetradores de engaño pederasta callejero fueron hombres asiáticos de origen asiático. Varios empleados que se ocupaban del problema creían que el origen étnico de los perpetradores impedía que se abordara el abuso, escribió Heal.: 14, 16–17 : 88–89  Un trabajador dijo que los taxistas británicos de origen asiático de Rotherham habían estado involucrados desde hacía 30 años, pero en la década de 1970 los crímenes estaban tan organizados. Heal agregó que se estaba llevando a cabo una campaña publicitaria de alto perfil sobre el tráfico de mujeres de Europa del Este, con carteles en el aeropuerto de Doncaster-Sheffield, mientras que el tema del tráfico local «parece ser ignorado en gran medida».: 18  El informe recomendaba: «Se debe hacer más hincapié en abordar a los abusadores, en lugar de a los abusados».: 18 
Heal envió su informe de 2006 a todos los involucrados en la Asociación de Drogas de Rotherham,: 9  y al comandante del distrito de la policía de Yorkshire del Sur y a los superintendentes en jefe. Poco después, según el informe de Jay, la financiación de Risky Business se incrementó y la Junta de Protección de Menores del consejo aprobó un «Plan de acción para responder a la explotación sexual de niños y jóvenes en Rotherham».: 9 
Heal tenía claro en esta época que estaba siendo marginada. Se disolvió la unidad de estrategia de drogas y le dijeron que varios funcionarios de su departamento no la apoyaban, ni a ella, ni a su trabajo. Dado que estaba denunciando la violación de menores, escribe que la falta de apoyo «nunca dejará de asombrarla y entristecerla». Decidió dejar la policía de Yorkshire del Sur en marzo de 2007. Sus informes de 2003 y 2006 fueron publicados por la policía de Yorkshire del Sur en mayo de 2015 a raíz de una solicitud basada en la Ley de Libertad de Información.: 27–28 

## Operación Central, juicio (2010)
En 2008, la policía de Yorkshire del Sur estableció la Operación Central para investigar las denuncias. Como resultado, ocho hombres fueron juzgados en el tribunal superior de Sheffield en octubre de 2010 por delitos sexuales contra niñas de 12 a 16 años. Cuatro de las víctimas testificaron.: 10, 23  Cinco hombres fueron condenados, incluidos dos hermanos y un primo. Uno de los hermanos, Razwan Razaq, tenía una condena anterior por agresión sexual a una niña en su automóvil y había incumplido una orden de prevención de delitos sexuales anterior. Su hermano, Umar, apeló contra su sentencia y quedó en libertad nueve meses después. Los cinco fueron incluidos en el registro de agresores sexuales.
| nombre        | edad | condena                               | sentencia                               |
| ------------- | ---- | ------------------------------------- | --------------------------------------- |
| Razwan Razaq  | 30   | actividad sexual con menor            | 11 años                                 |
| Umar Razaq    | 24   | actividad sexual con menor            | 4 años, 6 meses (reducido en apelación) |
| Zafran Ramzan | 21   | violación, actividad sexual con menor | 9 años                                  |
| Mohsin Khan   | 21   | actividad sexual con menor            | 4 años                                  |
| Adil Hussain  | 20   | actividad sexual con menor            | 4 años                                  |

## La investigación deThe Times

### Antecedentes
Andrew Norfolk de The Times escribió por primera vez sobre el engaño pederasta callejero en 2003, después de mudarse de Londres a Leeds, cuando escribió una breve historia sobre la red de abuso sexual infantil de Keighley. Ann Cryer, diputada por Keighley, se había quejado de que los hombres de ascendencia paquistaní estaban captando a las adolescentes fuera de las escuelas, mientras que los padres alegaban que la policía y los servicios sociales se negaban a actuar. Desde entonces hasta 2010, Norfolk se enteró de casos judiciales en el norte de Inglaterra y en Midlands que formaban un patrón similar. Grupos de hombres adulaban a las niñas en lugares públicos, ofreciéndoles alcohol, cigarrillos y paseos en coches de lujo. Un hombre se convertía en el «novio» y pronto se esperaba que las chicas tuvieran relaciones sexuales con todo el grupo, incluidos los contactos de fuera de la ciudad. Norfolk escribe que la mayoría de los delincuentes sexuales en el Reino Unido son hombres blancos y delincuentes solitarios; estos casos eran distintivos porque la mayoría de los hombres tenían nombres musulmanes y trabajaban en grupos.
Los registros judiciales mostraron 17 casos de engaño pederasta callejero en 13 ciudades del norte desde 1997 —14 desde 2008— en los que 56 hombres fueron condenados por delitos sexuales contra menores de 11 a 16 años. Los casos involucraban a dos o más hombres que habían engañado a niñas que habían conocido en la calle. Varios casos se parecían a los de Rotherham, con niñas que se pasaban de unos grupos a otros. De los 56, 53 eran asiáticos, 50 musulmanes (en su mayoría de ascendencia paquistaní, y también participaron hombres kurdos y kosovares) y tres blancos. Norfolk entrevistó a dos de las familias afectadas y en enero de 2011 apareció la primera de una serie de historias en cuatro páginas en The Times, acompañadas de un editorial, «Revelado: conspiración de silencio sobre las bandas sexuales del Reino Unido». Norfolk le dijo al Comité de Asuntos Internos en 2013 que el personal del ayuntamiento y los funcionarios superiores de la policía lo llamaron para agradecérselo; un director de servicios infantiles le dijo: «Mi personal está saltando de alegría en la oficina hoy porque finalmente alguien ha dicho lo que no nos sentimos capaces de decir».: 80–81 

### Asesinato de Laura Wilson
En 2012, el Consejo Municipal de Rotherham solicitó al Tribunal Superior una orden judicial para impedir que Norfolk publicara una versión sin redactar de una revisión judicial del asesinato de una joven local, Laura Wilson.
Wilson, nombrada en la revisión judicial como «Menor S», tenía 17 años en octubre de 2010 cuando fue apuñalada 40 veces y arrojada a un canal por su exnovio de 17 años, Ashtiaq Asghar, un acto que la policía calificó de «crimen de honor».: 102  Hacía cuatro meses Wilson había tenido un bebé de un hombre casado de 21 años. Las familias de los hombres, ambos de ascendencia pakistaní, aparentemente desconocían las relaciones y la existencia del niño. Cansada de ser un secreto, Wilson decidió contárselo. Días después, el exnovio la asesinó. Ambos hombres fueron juzgados; el mayor fue absuelto y Asghar fue condenado a 17 años y seis meses de cárcel.
Evaluada con un coeficiente intelectual de 56 y una edad de lectura y ortografía de 6 años,: 54  Wilson había sido objeto de un engaño pederasta callejero desde al menos los 11 años. El consejo municipal la había remitido a Risky Business tres meses después de su 11° cumpleaños, y cuando tenía 13, Wilson y su familia habían aparecido en The Jeremy Kyle Show para hablar sobre niños que estaban fuera de control.: 227  También se la había mencionado en la investigación penal de 2009 que dio lugar a las primeras cinco condenas derivadas del engaño pederasta callejero en Rotherham.
El gobierno del Reino Unido ordenó al consejo municipal que publicase la revisión del caso. Se publicó con pasajes tachados en 61 de sus 144 páginas. Norfolk obtuvo una versión no redactada y descubrió que el consejo había ocultado la etnia de los hombres, así como la mención de Wilson durante la investigación criminal de 2009 y el grado de participación del consejo en su tutela de la menor. Michael Gove, entonces secretario de Educación, acusó al consejo municipal en junio de 2012 de ocultar «material relevante e importante». Después de la intervención de Gove, el consejo municipal retiró su acción legal y Norfolk publicó la historia bajo el título «Los funcionarios ocultaron hechos vitales sobre hombres sospechosos de engañar a una chica para tener sexo».

### Septiembre de 2012
El 24 de septiembre de 2012 Norfolk escribió que el abuso en Rotherham estaba mucho más extendido de lo que se reconocía y que la policía lo había sabido durante más de una década. Su historia, «Los archivos policiales revelan un gran escándalo de protección infantil», se basó en 200 documentos filtrados, algunos de Jayne Senior, tales como archivos de casos y cartas de la policía y los servicios sociales. Los documentos incluían el informe de Adele Weir de 2001 para el Ministerio del Interior, que vinculaba a 54 niños abusados con la familia Hussain; 18 de las menores habían llamado a Arshid Hussain su «novio».
Los casos destacados por Norfolk incluían el de una joven de 15 años a la que le insertaron una botella rota; una joven de 14 años recluida en un piso y obligada a tener relaciones sexuales con cinco hombres; y una niña de 13 años, «con ropa rota», encontrada por la policía en una casa a las 3 de la mañana con un grupo de hombres que le había dado vodka. Un vecino había llamado a la policía después de oír gritar a la niña. La niña fue arrestada por estar borracha y alterar el orden público, pero los hombres no fueron interrogados.
El periódico citaba un informe de 2010 de la oficina de inteligencia de la policía que decía, a nivel local y nacional, y particularmente en Sheffield y Rotherham, «parece haber un problema significativo con las redes de hombres asiáticos que explotan a mujeres blancas jóvenes». Las menores de Yorkshire del Sur estaban siendo traficadas a Birmingham, Bradford, Bristol, Dover, Mánchester y otros lugares, según el informe policial. Un documento de la Junta de Protección de Niños de Rotherham informaba que los «delitos tenían ‹características culturales [...] que son localmente sensibles en términos de diversidad›»:

There are sensitivities of ethnicity with potential to endanger the harmony of community relationships. Great care will be taken in drafting [...] this report to ensure that its findings embrace Rotherham's qualities of diversity. It is imperative that suggestions of a wider cultural phenomenon are avoided.
Hay sensibilidades étnicas con el potencial de poner en peligro la armonía de la relaciones comunitarias. Se tendrá mucho cuidado [...] redactando este informe para asegurar que sus conclusiones se adhieren a las cualidades de diversidad de Rotherham. Es fundamental que se evite sugerir un fenómeno cultural más amplio.

En agosto de 2013, Norfolk publicó la historia de una niña de Rotherham de 15 años, que luego se reveló se llamaba Sammy Woodhouse, que había sido descrita en el informe de Adele Weir en 2001, y a quien los servicios sociales le permitieron mantener contacto con Arshid Hussain, a pesar de que sus padres la puesto bajo custodia para protegerla de él. (Hussain fue encarcelado en 2016 por 35 años) La niña había quedado embarazada dos veces.: 6  Uno de aquellos que «sabía de la relación», según The Times, era Jahangir Akhtar, entonces líder adjunto del Consejo Municipal de Rotherham, al parecer un pariente de Hussain. Akhtar dimitió, pero negó las acusaciones. Akhtar fue uno de los funcionarios que luego se describió en el informe de Casey como que ejercía una influencia considerable en el ayuntamiento y, según los informes, era conocido por cerrar las discusiones sobre el abuso sexual.: 29, 36  Poco después de la publicación de la historia de The Times, el Consejo Municipal de Rotherham encargó la investigación de Jay.

## Comité de Asuntos Internos

### Audiencias
El Comité de Asuntos Internos de la Cámara de los Comunes empezó a oír evidencias sobre el engaño pederasta callejero en junio de 2012, a raíz de las condenas de Rotherham en 2010 (Operación Central), los artículos de Andrew Norfolk en The Times y la red de abuso sexual de niñas de Rochdale (Operación Span), en la que se condenaron a 12 hombres en mayo de 2012.: 3–4, 19  El comité publicó su informe, Explotación sexual de menores y la respuesta al engaño pederasta callejero, en junio de 2013, con un segundo informe en octubre de 2014 en respuesta al informe de Jay.

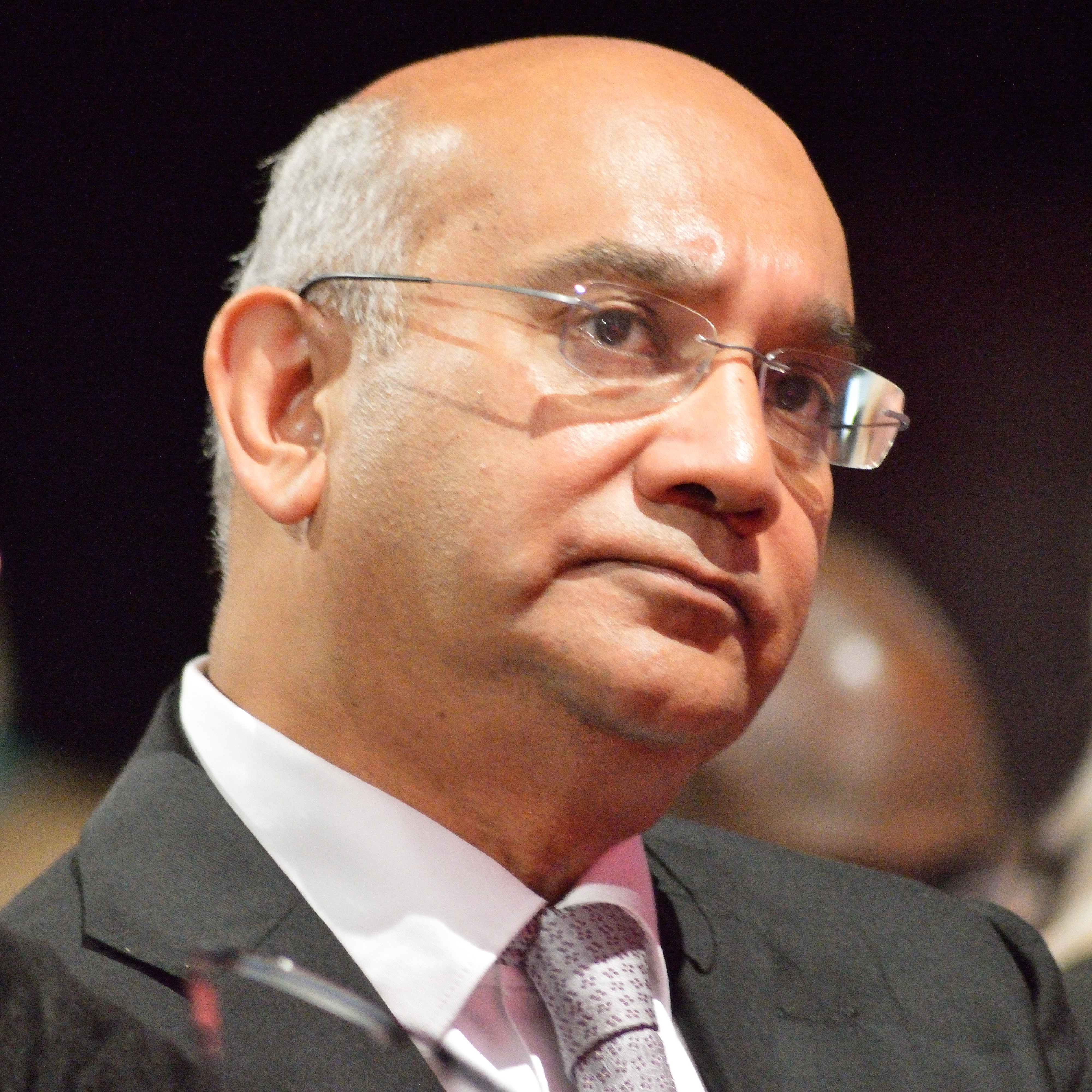
Keith Vaz, presidente del Comité de Ansuntos Internos, 2007–2016

En octubre de 2012 el comité criticó al jefe de policía de Yorkshire del Sur, David Crompton, y uno de sus agentes de mayor rango, Philip Etheridge. El comité escuchó de testigos que tres miembros de una familia conectada con el abuso de 61 chicas no habían sido imputados y que no se había actuado cuando se encontró a un hombre de 22 años en un coche con una niña de 12 años, con imágenes indecentes de ella en su teléfono. Crompton afirmó que el «origen étnico» no había sido un factor en la decisión de acusar o no a los sospechosos. El comité concluyó que estaban muy preocupados, al igual que el público.
Durante una audiencia en septiembre de 2014 para discutir sobre Rotherham, el presidente del comité, Keith Vaz, le dijo a Crompton que el comité estaba conmocionado por la evidencia y que responsabilizaba a la policía de Yorkshire del Sur. Cuando se le preguntó sobre un incidente en el que una niña de 13 años había sido encontrada en un apartamento con un grupo de hombres y fue arrestada por estar ebria y alterar el orden público, Crompton dijo que sería remitido a la Comisión Independiente de Quejas de la Policía.
En enero de 2013, el comité convocó al jefe del Consejo Municipal de Rotherham, Martin Kimber, para explicar la falta de detenciones, a pesar de que la policía de Yorkshire del Sur había afirmado que estaba realizando investigaciones y que el consejo había identificado a 58 niñas en riesgo. Vaz preguntó por qué, después de que cinco hombres asiáticos hubieran sido encarcelados en 2010, no se hizo más: «En Lancashire hubo 100 enjuiciamientos hace dos años, en Yorkshire del Sur no hubo ninguna acusación». El consejo se disculpó por el «fracaso sistémico» que había «decepcionado» a las víctimas.

### Informe de octubre de 2014
El informe siguiente del comité del 18 de octubre de 2014 detallaba la desaparición de los archivos de Adele Weir que contenían datos sobre el engaño pederasta de la oficina de Risky Business en 2002.: 5–6  Las acusaciones se hicieron en audiencias privadas. Keith Vaz dijo: «La proliferación de revelaciones sobre archivos que ya no pueden localizarse genera sospechas públicas de un encubrimiento deliberado. La única forma de abordar estas preocupaciones es con una investigación completa, transparente y urgente». El informe pedía una nueva legislación que permitiera la destitución de los comisionados de policía electos tras un voto de censura.

## Investigación de Jay

### Informe

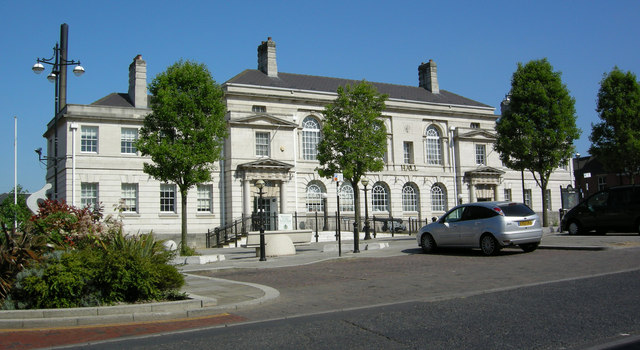
Ayuntamiento de Rotherham

En octubre de 2013, el ayuntamiento de Rotherham encargó a la profesora Alexis Jay, antigua asesora del gobierno escocés en temas sociales, que realizara una investigación independiente sobre el tratamiento de los informes de explotación sexual infantil desde 1997. Publicado el 26 de agosto de 2014, el informe de Jay reveló que aproximadamente 1400 menores, según una «estimación conservadora», habían sido explotadas sexualmente en Rotherham entre 1997 y 2013. Según el informe, menores de hasta 11 años fueron «violadas por múltiples perpetradores, secuestradas, traficadas a otras ciudades de Inglaterra, golpeadas e intimidadas».: 35 
Los taxistas eran un «hilo conductor»; recogían a las menores de las escuelas y residencias para tener relaciones sexuales.: 71–74 : 110  El equipo de investigación encontró ejemplos en los que «una niña fue rociada con gasolina y amenazada con prenderle fuego, niñas que fueron amenazados con armas de fuego, niñas que presenciaron violaciones brutalmente violentas y fueron amenazadas de que serían las próximas víctimas si se lo decían a alguien. Niñas de hasta 11 años fueron violadas por un gran número de hombres, uno tras otro».: 36  Según el informe:

One child who was being prepared to give evidence received a text saying the perpetrator had her younger sister and the choice of what happened next was up to her. She withdrew her statements. At least two other families were terrorised by groups of perpetrators, sitting in cars outside the family home, smashing windows, making abusive and threatening phone calls. On some occasions child victims went back to perpetrators in the belief that this was the only way their parents and other children in the family would be safe. In the most extreme cases, no one in the family believed that the authorities could protect them.
Una niña que estaba siendo preparada para declarar recibió un mensaje de texto que decía que el perpetrador tenía a su hermana menor y que la elección de lo que sucedería después dependía de ella. La niña retiró su testimonio. Al menos otras dos familias fueron aterrorizadas por grupos de perpetradores, sentados en vehículos afuera de la casa familiar, rompiendo ventanas, haciendo llamadas telefónicas abusivas y amenazantes. En algunas ocasiones, las niñas víctimas recurrieron a los agresores con la creencia de que esta era la única forma en que sus padres y otros niños de la familia estarían seguros. En los casos más extremos, ningún miembro de la familia creía que las autoridades pudieran protegerlos.
: 36 

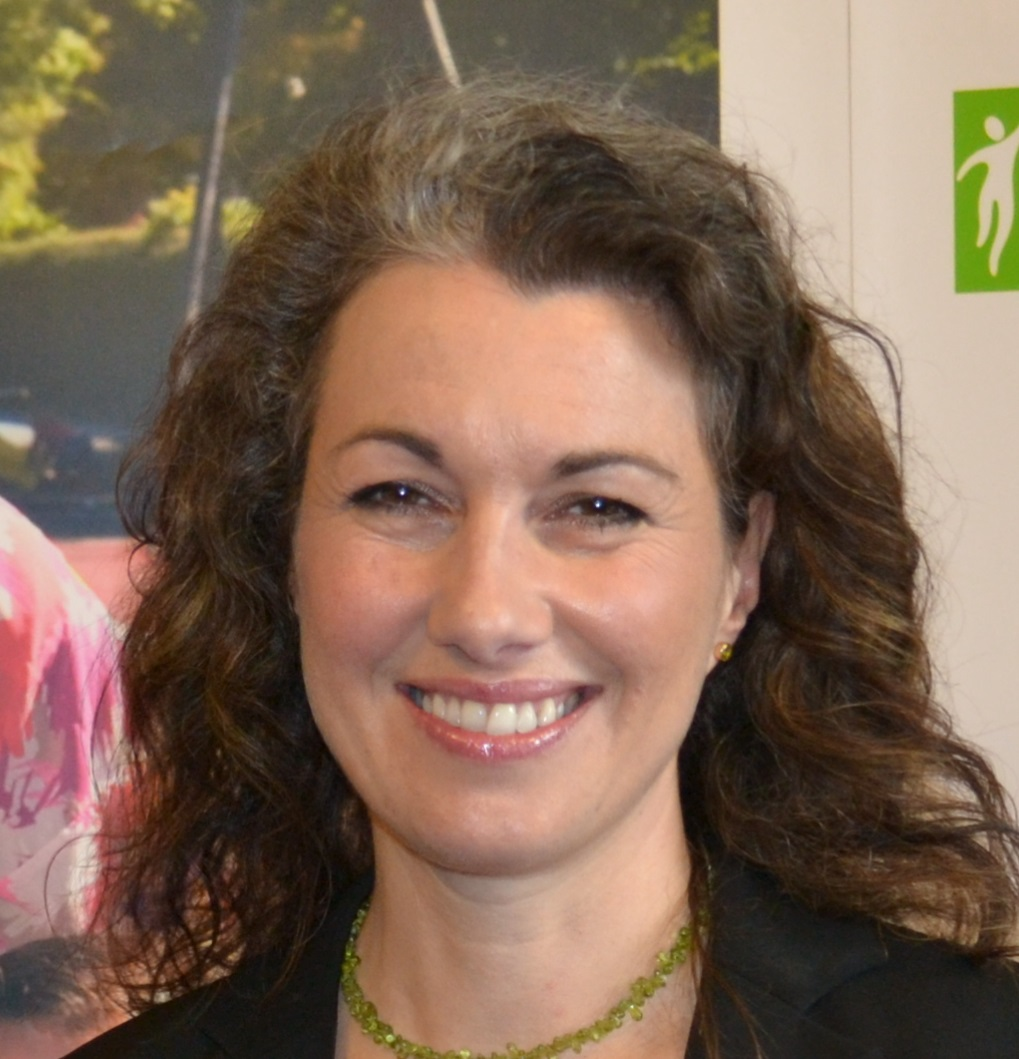
Sarah Champion, diputada laborista de Rotherham desde 2012

El informe señaló que bebés habían nacido como resultado de los abusos. También hubo abortos espontáneos y abortos provocados. Varias niñas pudieron cuidar a sus bebés con la ayuda de los servicios sociales, pero en otros casos los bebés fueron retirados de forma permanente, lo que provocó un trauma adicional para la madre y la familia de la madre.: 43  Sarah Champion, que en 2012 sucedió a Denis MacShane como diputado laborista de Rotherham, dijo que esto «decía mucho sobre la forma en que estas menores no fueron vistas como víctimas en absoluto».
La policía había mostrado una falta de respeto absoluto por las víctimas a principios de la década de 2000, según el informe, considerándolas «indeseables», indignas de protección policial.: 69  Las preocupaciones de Jayne Senior, la extrabajadora social dedicada a la juventud, fueron recibidas con «indiferencia y desprecio». Debido a que la mayoría de los perpetradores eran de ascendencia pakistaní, varios miembros del personal del consejo municipal afirmaron tener reparos en identificar su origen étnico, por temor a ser considerados racistas; otros, señaló el informe, «recordaron instrucciones claras de sus directores» de no hacer tal identificación. El informe señaló la experiencia de Adele Weir, la investigadora del Ministerio del Interior, que intentó discutir el abuso con sus jefes en 2002; le dijeron que no lo volviera a hacer y, posteriormente, la marginaron.
El personal describió el Consejo Municipal de Rotherham como machista, sexista y acosador, según el informe. Hubo comentarios sexistas a las empleadas, particularmente durante el período 1997-2009. Una mujer informó que le dijeron que usara faldas más cortas para «ser más simpática»; a otra se le preguntó si usaba una máscara mientras tenía relaciones sexuales. El informe Jay señaló que «[l]a existencia de tal cultura [...] es probable que haya impedido que el consejo brinde una respuesta corporativa eficaz a un problema social tan delicado como la explotación sexual infantil».: 114–115  Varias de las personas que informaron a Jay estaban preocupadas porque los funcionarios del Consejo Municipal de Rotherham estaban conectados con los perpetradores a través de intereses comerciales, como la empresa de taxis; la policía aseguró a la investigación que no existía evidencia de ello.: 113 

### Dimisiones
El informe de Jay provocó las renuncias de Roger Stone, líder laborista del Consejo Municipal de Rotherham, y Martin Kimber, su director ejecutivo. A pesar de haber sido fuertemente criticadas durante sus comparecencias ante el Comité de Asuntos Interiores de la Cámara de Representantes, Joyce Thacker, directora de servicios para menores del consejo, y Shaun Wright, Comisionado de Policía y Crimen (PCC) de la policía de Yorkshire del Sur en 2012, y consejero laboral a cargo de la seguridad infantil en el ayuntamiento de 2005 a 2010, no dimitieron. Finalmente lo hicieron, en septiembre, bajo presión; Theresa May, entonces secretaria del Interior, pidió a Wright que dimitiera; miembros de su propio partido y la diputada laborista Sarah Champion de Rotherham también solicitaron su dimisión. También renunció al Partido Laborista, el 27 de agosto de 2014, luego de un ultimátum del partido para hacerlo o sufrir una suspensión.
Roger Stone fue suspendido del Partido Laborista, al igual que los concejales Gwendoline Russell y Shaukat Ali, y el exdirector del consejo municipal, Jahangir Akhtar, que había perdido su escaño en el consejo en 2014. Malcolm Newsam fue nombrado Comisionado de Atención Social Infantil en octubre de 2014 y, posteriormente, Ian Thomas fue nombrado director interino de servicios infantiles.

### Recepción

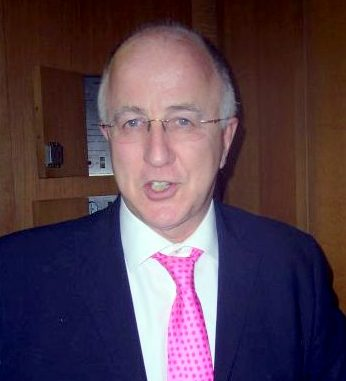
Denis MacShane

Hubo asombro mundial por los hallazgos del informe de Jay y una amplia cobertura en las noticias. Diez de los periódicos más populares del Reino Unido publicaron el informe en primera plana, entre ellos The Times, The Guardian, The Daily Telegraph y The Independent.: 7–8 
David Crompton, jefe de la policía de Yorkshire del Sur de 2012 a 2016, invitó a la Agencia Nacional del Crimen a realizar una investigación independiente. Keith Vaz, entonces presidente del Comité de Asuntos Internos, le dijo a Meredydd Hughes, jefe de policía de 2004 a 2011, que Hughes había fallado a las víctimas de abuso.
Theresa May, entonces ministra del Interior, acusó a las autoridades de «incumplimiento del deber». Ella culpó a varios factores de los hechos, incluyendo la «corrección política institucionalizada» del Consejo Municipal de Rotherham, el escrutinio inadecuado y la cultura de encubrimiento, combinados con el miedo a ser vistos como racistas y una «actitud desdeñosa» hacia los niños. Denis MacShane, diputado por Rotherham desde 1994 hasta su renuncia en 2012 por reclamar gastos falsos, culpó a una cultura de «no querer hacer olas en la comunidad multicultural». Simon Danczuk, diputado laborista de Rochdale, donde se procesaron casos similares, argumentó que el origen étnico, la clase y la economía nocturna eran todos factores, y agregó que «una minoría muy pequeña» en la comunidad asiática tiene una visión poco saludable de las mujeres y que una «política malsana ‹importada› de Pakistán», que implicaba «cuidar de los suyos», fue en parte culpable.

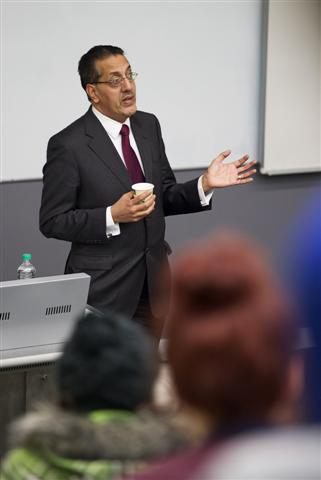
Nazir Afzal

Los musulmanes británicos y los miembros de la comunidad británico-pakistaní condenaron tanto el abuso como el que este hubiera sido encubierto. Nazir Afzal, fiscal jefe de la Corona para el noroeste de Inglaterra de 2011 a 2015, él mismo musulmán, tomó la decisión en 2011 de procesar a la red de abuso sexual infantil de Rochdale después de que el Crown Prosecution Service (CPS) rechazara el caso. Respondiendo al informe de Jay, argumentó que el abuso no tenía base en el Islam: «El Islam dice que el alcohol, las drogas, la violación y el abuso están prohibidos, pero estos hombres estaban rodeados de todas estas cosas».
Afzal argumentó que los casos eran sobre el poder masculino: «No es la raza de los abusadores la que los define. Es su actitud hacia las mujeres lo que les define». El manejo de los casos fue más una cuestión de incompetencia que de corrección política. Estuvo de acuerdo con Danczuk en que la naturaleza de la economía nocturna sesgaba el panorama: más hombres con herencia pakistaní trabajan de noche y, por lo tanto, podrían estar más involucrados en ese tipo de actividad. El director entrante de servicios infantiles en Rotherham, Ian Thomas, no estuvo de acuerdo, argumentando que «la economía nocturna está llena de tipos blancos. El noventa y dos por ciento de la población de Rotherham es blanca». Alexis Jay también estuvo en desacuerdo; le dijo a The Guardian en 2015 que trabajar en la economía nocturna «presenta una oportunidad pero no presenta un motivo».
El Consejo Hindú del Reino Unido y la Federación Sikh pidieron que se describiera a los perpetradores como musulmanes paquistaníes, en lugar de asiáticos. Britain First y la English Defence League organizaron protestas en Rotherham, al igual que Unite Against Fascism.

## Investigación de Casey
Tras el informe de Jay, el Secretario de Estado para Comunidades y Gobierno Local, Eric Pickles, encargó una inspección independiente del Consejo Municipal de Rotherham.: 6  Dirigida por Louise Casey, directora general del programa de Familias en Problemas del gobierno, la inspección examinó el gobierno del ayuntamiento, los servicios para niños y jóvenes, y las licencias de taxis y alquiler privado.
Publicado en febrero de 2015, el informe Casey concluyó que el Consejo Municipal de Rotherham «no era apto para su propósito».: 9  Casey identificó una cultura de «intimidación, sexismo [...] y una ‹corrección política› fuera de lugar», junto con un historial de encubrimiento de información y silenciamiento de denunciantes. El equipo de lucha contra la explotación sexual infantil estaba mal dirigido, sufría de una cantidad excesiva de casos y no compartía información.: 9, 11  El consejo tenía un historial de no abordar los problemas relacionados con la raza: «El personal percibió que solo había un pequeño paso entre mencionar la etnia de los perpetradores y ser etiquetado como racista».: 34  Se dejó a los consejeros de origen paquistaní que se encargasen de todas las cuestiones pertenecientes a esa comunidad, lo que les permitió ejercer una influencia desproporcionada, mientras que los consejeros blancos ignoraron sus responsabilidades. El concejal Jahangir Akhtar, en particular, fue nombrado como demasiado influyente, incluso en materia policial.: 32–34 
En febrero de 2015, el gobierno reemplazó a los funcionarios electos con un equipo de cinco comisionados, incluido uno encargado específicamente de examinar los servicios para menores. Los expedientes relacionados con un concejal actual y otro anterior que identificaban «una serie de asuntos potencialmente penales» se remitieron a la Agencia Nacional del Crimen. El líder del consejo, Paul Lakin, dimitió y los miembros del gabinete del consejo también se retiraron.

## Operación Clover, juicios (2015-2017)

### Diciembre de 2015
La policía de Yorkshire del Sur organizó la «Operación Clover» en agosto de 2013 para investigar casos históricos de abuso sexual infantil en la ciudad.
Como resultado, seis hombres y dos mujeres fueron juzgados ante la juez Sarah Wright el 10 de diciembre de 2015 en el juzgado de Sheffield, con Michelle Colborne de fiscal. Cuatro eran miembros de la familia Hussain, tres hermanos y su tío, Qurban Ali, mencionados en el informe de 2001 de Adele Weir. Se decía que la familia Hussain era «propietaria» de Rotherham. Ali era dueño de una empresa local de taxis, Speedline Taxis; una de las acusadas había trabajado para Speedline como operadora de radio. Un cuarto hermano de los Hussain, Sageer Hussain, fue condenado en noviembre de 2016. Se alegó a finales de 2018 que el consejo municipal de Rotherham se había puesto en contacto con Arshid Hussain mientras estaba en prisión en relación con los procedimientos de cuidado de su hijo, que fue concebido durante una violación. La madre del niño y víctima de Hussain, Sammy Woodhouse, acusó al consejo de poner en riesgo a su hijo y una petición en línea que pedía un cambio en la ley alcanzó más de 200 000 firmas.
El 24 de febrero de 2016, Ali fue declarado culpable de conspiración para violación y condenado a 10 años. Arshid «Mad Ash» Hussain, aparentemente el cabecilla, fue condenado a 35 años. Participó en el juicio por videoconferencia y parecía estar dormido en la cama cuando se anunció el veredicto. Su abogado dijo que había quedado parapléjico a causa de un tiroteo; la fiscalía afirmó que su alegación de estar demasiado enfermo para asistir era simplemente una estratagema. El hermano de Arshid, Bannaras «Bono» Hussain, fue condenado a 19 años, y Basharat «Bash» Hussain a 25 años. Otros dos hombres fueron absueltos, uno de siete cargos, incluidas cuatro violaciones, y el segundo de un cargo de atentado al pudor.
El tribunal escuchó que la policía había detenido en una ocasión a Basharat Hussain en el acto, pero no había actuado. Estaba con una víctima en un aparcamiento junto a la comisaría de policía de Rotherham, cuando un coche de policía se acercó y le preguntó qué estaba haciendo. Él respondió: «Me está chupando la polla, amigo», y el coche de policía se fue.
Karen MacGregor y Shelley Davies fueron condenados por detención ilegal y conspiración para procurar prostitutas. MacGregor había trabajado para Qurban Ali como operador de radio en Speedline Taxis. Fue sentenciada a 13 años y Davies recibió una sentencia suspendida de 18 meses. MacGregor y Davies se habría hecho amigas de las niñas y las llevarían a la casa de MacGregor. Actuando como madres sustitutas, las mujeres les compraban comida y ropa, y escuchaban sus problemas. Luego se les daba y se les decía que se ganaran la vida manteniendo relaciones sexuales con visitantes masculinos. MacGregor incluso había solicitado el estatus de organización benéfica para un grupo local que había creado, «Kin Kids», para ayudar a los cuidadores de adolescentes con problemas. En esto había sido apoyada por John Healey, diputado por Wentworth y Dearne (que no tenía forma de saber que MacGregor usaba a menores para sexo) y había asistido a una reunión en Westminster para hablar sobre ello.
| nombre           | edad | condena                                                     | sentencia             |
| ---------------- | ---- | ----------------------------------------------------------- | --------------------- |
| Qurban Ali       | 53   | conspiración para violación                                 | 10 años               |
| Arshid Hussain   | 40   | violación, agresión sexual (23 cargos)                      | 35 años               |
| Basharat Hussain | 39   | violación (15 cargos)                                       | 25 años               |
| Bannaras Hussain | 36   | violación, agresión sexual, lesiones corporales (10 cargos) | 19 años               |
| Karen MacGregor  | 58   | detención ilegal, conspiración para el proxenetismo         | 13 años               |
| Shelley Davies   | 40   | detención ilegal, conspiración para el proxenetismo         | 18 meses (suspendida) |

### Septiembre de 2016
Ocho hombres fueron juzgados en septiembre de 2016 y fueron condenados el 17 de octubre de ese año.
Un cuarto hermano de los Hussain, Sageer Hussain, fue condenado a 19 años por cuatro cargos de violar a una niña de 13 años y una agresión sexual. La familia de la niña, entonces propietaria de una oficina de correos y tienda locales, había denunciado las violaciones en ese momento a la policía, a su parlamentario y a David Blunkett, el Secretario del Interior, sin éxito. Engañada por primera vez cuando tenía 12 años, la niña dijo al tribunal que había sido violada varias veces desde los 13 años, la primera vez en noviembre de 2002 por nueve hombres que tomaron fotografías. En otra ocasión, la encerraron en una habitación mientras los hombres hacían cola fuera. La amenazaron con un arma y le dijeron que violarían en grupo a su madre, matarían a su hermano y quemarían su casa. Cada vez que sucedía, escondía la ropa que había estado usando. En abril de 2003, cuando tenía 13 años, se lo dijo a su madre, quien alertó a la policía; la corte vio un video de una entrevista que la policía le hizo ese mes. La policía recogió las bolsas de ropa y luego llamó dos días después para decir que las había perdido. A la familia se le envió una compensación de £140 por la ropa y se le aconsejó que abandonara el caso. Incapaces de encontrar a nadie que los ayudara, vendieron su negocio en 2005 y por miedo se mudaron a España durante 18 meses.
Sageer Hussain concedió una entrevista al noticiero de Channel 4 en 2014, después de que su hermano, Arshid Hussain, fuera nombrado en los medios de comunicación como cabecilla. Sageer atribuyó el abuso de las niñas a que llevaban minifaldas: «La mayor parte del problema que tienen estos días son estas chicas jóvenes, que están disfrazadas, es decir, minifaldas, cosas así, van a los clubes y se acaban yendo con tíos, y cosas así, y se despiertan a la mañana siguiente y gritan violación. O engañadas». Cuando se le preguntó sobre la acusación de que su hermano había agredido a menores de 12 años, comparó tener relaciones sexuales con niñas de 12 años con «ir y comer esa mierda de perro; no lo harían», y culpó a los servicios sociales por haber dejado salir a las chicas en primer lugar.
El hermano de Sageer, Basharat Hussain, ya sentenciado a 25 años en febrero de 2016, fue declarado culpable de agresión sexual y recibió una sentencia adicional de siete años, que se ejecutaría simultáneamente. Dos primos de los Hussain, Asif Ali y Mohammed Whied, fueron condenados por violación y cómplice de violación, respectivamente. Otros cuatro hombres fueron encarcelados por violación o agresión sexual.
| nombre           | edad | condena                                                                    | sentencia |
| ---------------- | ---- | -------------------------------------------------------------------------- | --------- |
| Sageer Hussain   | 30   | 4 violaciones, agresión sexual                                             | 19 años   |
| Basharat Hussain | 40   | agresión sexual                                                            | 7 años    |
| Ishtiaq Khaliq   | 33   | violación, tres agresiones sexuales                                        | 17 años   |
| Masoued Malik    | 32   | violación, detención ilegal, conspiración para cometer una agresión sexual | 15 años   |
| Waleed Ali       | 34   | violación, agresión sexual                                                 | 13 años   |
| Asif Ali         | 30   | violación                                                                  | 12 años   |
| Naeem Rafiq      | 33   | conspiración para cometer una agresión sexual, detención ilegal            | 8 años    |
| Mohammed Whied   | 32   | cómplice de violación                                                      | 5 años    |

### Enero de 2017
Seis hombres, incluidos tres hermanos, fueron juzgados en enero de 2017 ante la jueza Sarah Wright, con Sophie Drake de fiscal. Todos fueron condenados por 21 delitos relacionados con agresiones a niñas entre 1999 y 2001, menores de 11 a 13 años cuando comenzó el abuso. Las niñas fueron agredidas en una tienda de fuegos artificiales y en un piso encima de una hilera de tiendas, ambas propiedad del padre de los hermanos. Una niña, de 12 años en ese momento, fue encerrada en un piso «extremadamente sucio» durante una noche, sin electricidad ni agua corriente. En 2001 se denunció a la policía una violación cometida por Basharat Hussain; el acusado fue interrogado pero puesto en libertad sin cargos. Una de las niñas quedó embarazada a los 12 años, pero cinco hombres la habían violado y no sabía quién era el padre; las pruebas de ADN establecieron que se trataba de uno de los acusados. Después de la sentencia, dos de los hombres gritaron «allahu akbar» mientras los sacaban del tribunal.
| nombre          | edad | condena                                                                      | sentencia        |
| --------------- | ---- | ---------------------------------------------------------------------------- | ---------------- |
| Basharat Dad    | 32   | violación, agresión sexual, detención ilegal                                 | 20 años          |
| Nasser Dad      | 36   | violación, detención ilegal, incitación a los abusos dehonestos con un menor | 14 años, 6 meses |
| Tayab Dad       | 34   | violación                                                                    | 10 años          |
| Mohammed Sadiq  | 41   | relaciones sexuales con una menor de menos de 13 años                        | 13 años          |
| Matloob Hussain | 42   | relaciones sexuales con una menor de menos de 13 años                        | 13 años          |
| Amjad Ali       | 36   | relaciones sexuales con una menor de menos de 13 años                        | 11 años          |

### Mayo de 2017
La 21.ª persona fue declarada culpable de delitos sexuales en mayo de 2017.
| nombre        | edad | condena                                                      | sentencia       |
| ------------- | ---- | ------------------------------------------------------------ | --------------- |
| Zalgai Ahmadi | 45   | conspiración para cometer agresión sexual y detención ilegal | 9 años, 6 meses |

## Investigación de la Agencia Nacional del Crimen
La Agencia Nacional del Crimen (National Crime Agency, NCA) organizó la Operación Stovewood en diciembre de 2014 para llevar a cabo una investigación criminal y revisar las investigaciones de la Policía de Yorkshire del Sur. La investigación de la NCA fue dirigida por el director, Trevor Pearce, antes de ser dirigida por el subdirector Roy McComb. A partir de 2016, se esperaba que la investigación durara ocho años y costara más de 30 millones de libras. Para junio de 2015, la Operación Stovewood había identificado a 300 sospechosos.

### Noviembre de 2017
Tres hombres fueron arrestados en julio de 2016 y acusados en diciembre de 2016 de agresión sexual a una niña menor de 14 años entre junio de 1994 y junio de 1995. Fueron condenados tras un juicio en noviembre de 2017 en el tribunal de Sheffield. Los hombres se hicieron amigos de la niña de 13 años en Rotherham antes de emborracharla y violarla. El juez David Dixon les dijo a los tres que habían «engañado, coaccionado e intimidado» a su víctima y la habían tratado «como una cosa». La niña pasó a sufrir trastornos alimentarios, ansiedad y depresión como resultado de su terrible experiencia, según se declaró en el tribunal.
| nombre        | edad | condena                         | sentencia       |
| ------------- | ---- | ------------------------------- | --------------- |
| Sajid Ali     | 38   | siete cargos de agresión sexual | 7 años, 6 meses |
| Zaheer Iqbal  | 40   | cinco cargos de agresión sexual | 7 años, 6 meses |
| Riaz Makhmood | 39   | tres cargos de agresión sexual  | 6 años, 9 meses |

### Febrero de 2018
Un cuarto hombre fue condenado como parte de la Operación Stovewood en febrero de 2018.
| nombre        | edad | condena               | sentencia |
| ------------- | ---- | --------------------- | --------- |
| Asghar Bostan | 47   | un cargo de violación | 9 años    |

### Mayo de 2018
Un quinto hombre fue condenado a principios de mayo de 2018 y un sexto el 31 de mayo. Tony Chapman admitió 12 cargos de agresión sexual a una niña menor de 16 años entre febrero de 1998 y enero de 1999, cuando compareció ante el tribunal el 17 de abril. También fue declarado culpable de cinco delitos contra dos niñas, incluido violación, agresión con lesiones corporales y amenaza de muerte, después de un juicio de nueve días en el tribunal de Sheffield. Los delitos ocurrieron entre octubre de 2013 y mayo de 2015, cuando las niñas tenían menos de 16 años.
Khurram Javed fue declarado culpable de un cargo de agresión sexual a una niña de 16 años cuando tenía 31 años. Fue condenado a dos años de prisión.
| nombre        | edad | condena                                       | sentencia |
| ------------- | ---- | --------------------------------------------- | --------- |
| Tony Chapman  | 42   | diez y siete cargos de abuso sexual a menores | 25 años   |
| Khurram Javed | 35   | un cargo de abuso sexual                      | 2 años    |

### Junio de 2018
Dos hombres fueron acusados de violar y agredir sexualmente a una niña de 14 años. También fueron acusados de secuestro de niños por llevarse a dos niñas de 14 y 15 años a Sheffield con el fin someterlas a actividad sexual en 2002.

### Julio de 2018
Cinco hombres fueron acusados de un total de 21 delitos, incluida la violación y la agresión sexual a dos niñas menores de dieciséis años entre 2001 y 2004.

### Octubre de 2018
Un hombre fue sentenciado a nueve años de prisión por tener relaciones sexuales con un menor en octubre. Darren Hyett sacó a la niña de 15 años a pasear en su taxi y la colmó de regalos cuando tenía 41 años.
| nombre       | edad | condena                                   | sentencia |
| ------------ | ---- | ----------------------------------------- | --------- |
| Darren Hyett | 55   | un cargo de actividad sexual con un menor | 9 años    |

A finales de octubre de 2018, siete hombres, el mayor número procesado hasta el momento por la Operación Stovewood de la Agencia Nacional del Crimen, también fueron condenados por delitos sexuales contra cinco niñas cometidos entre 1998 y 2005. Fueron procesados por primera vez en septiembre como un grupo de 8 hombres acusados de varios delitos sexuales contra menores, dos de los cuales, por lo que parece, violaron a una niña en el bosque de Sherwood entre agosto de 2002 y 2003, dándole drogas y alcohol y amenazando con abandonarla si no cumplía con sus demandas. Más tarde, la niña tuvo que abortar al quedar embarazada. Una declaró que ya se había acostado con 100 hombres asiáticos para cuando cumplió los 16 años.
| nombre                    | edad | condena | sentencia |
| ------------------------- | ---- | --- | --------- |
| Mohammed Imran Ali Akhtar | 37   | un cargo de violación, un cargo de complicidad en violación, tres cargos de agresión sexual, un cargo de procurar que una niña menor de 21 años tenga relaciones sexuales ilegales con otra persona y un cargo de agresión sexual | 23 años   |
| Nabeel Kurshid            | 39   | dos cargos de violación y un cargo de agresión sexual | 19 años   |
| Iqlak Yousaf              | 34   | dos cargos de violación y dos cargos de agresión sexual | 20 años   |
| Tanweer Ali               | 37   | dos cargos de violación, dos cargos de agresión sexual y un cargo de detención ilegal | 14 años   |
| Salah Ahmed El-Hakam      | 39   | un cargo de violación | 15 años   |
| Asif Ali                  | 33   | dos cargos de agresiones sexuales | 10 años   |
| No nombrado               |      | dos cargos de violación |           |

### Agosto de 2019
En agosto de 2019, siete hombres fueron los últimos en ser condenados en la Operación Stovewood, en relación con la explotación sexual de siete adolescentes más de una década antes, al menos cuatro ya estaban en prisión en el momento de la sentencia. Aftab Hussain fue sentenciado a 24 años por agresión indecente después de haber sido encarcelado durante 3 años y 4 meses en una investigación separada en abril de 2016, después de admitir dos cargos de actividad sexual con un menor e intento de intimidación de testigos. Hussain, que trabajaba como repartidor de comida, se puso en contacto con la niña de 15 años a través de las redes sociales en 2015 y la llevó en su automóvil, mientras hacía las entregas, y luego la amenazó con lastimarla si se lo contaba a alguien. Masaued Malik fue sentenciado a 5 años, después de haber sido sentenciado previamente a 15 años en septiembre de 2016 en la Operación Clover por delitos similares. Mohammed Ashen se declaró culpable de tres cargos de agresión sexual. Ashen ya estaba en prisión cumpliendo una sentencia de 17 años (reducida desde 19 años) por asesinato, después de un incidente en un club nocturno de Rotherham en 2005, donde apuñaló a Kimberley Fuller nueve veces después de que ella lo confrontara por tocarla de manera inapropiada. Antes de esto, fue encarcelado por amenazar a una expareja con un cuchillo. Waseem Khaliq fue condenado a 10 años de prisión. Luego fue sentenciado a otros 45 meses, después de admitir tres cargos de intimidación de testigos, tras publicar acusaciones contra sus víctimas en cuentas falsas de Facebook y Twitter. También hizo una llamada telefónica desde la prisión al centro de control de la Agencia Nacional del Crimen amenazando a dos de los oficiales investigadores diciendo que sabía dónde vivía uno de ellos y que esperaba que murieran de cáncer o SIDA.
| nombre         | edad | condena                                                                                        | sentencia          |
| -------------- | ---- | ---------------------------------------------------------------------------------------------- | ------------------ |
| Aftab Hussain  | 40   | dos cargos de agresión sexual                                                                  | 24 años            |
| Abid Saddiq    | 38   | dos cargos de violación, cuatro cargos de agresión sexual y dos cargos de secuestro de menores | 20 años            |
| Masaued Malik  | 35   | tres cargos de agresión sexual                                                                 | 5 años             |
| Sharaz Hussain | 35   | cuatro cargos de agresión sexual                                                               | 4 años             |
| Mohammed Ashen | 35   | tres cargos de agresión sexual                                                                 | 18 años            |
| Waseem Khaliq  | 35   | dos cargos de secuestro de menores, tres cargos de intimidación de testigos y agresión sexual  | 13 años 9 meses    |
| No nombrado    |      | dos cargos de agresión sexual                                                                  | aún por sentenciar |

## Investigación de la Comisión Independiente de Denuncias contra la Policía
La Comisión Independiente de Denuncias contra la Policía (IPCC) inició una investigación sobre las denuncias de irregularidades policiales tras el informe de Jay. Fue la segunda investigación más grande que ha realizado el IPCC después de la investigación sobre la tragedia de Hillsborough en 1989 en Sheffield; ese partido fue vigilado por la policía de Yorkshire del Sur. En marzo de 2017, se completaron nueve investigaciones, sin ninguna condena de la conducta de los oficiales de policía, pero se hicieron recomendaciones a las fuerzas policiales sobre el registro de información de las investigaciones. Otras 53 investigaciones estaban en curso.
Según Andrew Norfolk en The Times, un oficial de policía de Rotherham había estado en contacto regular con uno de los perpetradores. En un incidente ocurrido en marzo de 2000, él y un taxista local, que más tarde se convirtió en concejal de Rotherham, supuestamente hicieron arreglos para que Arshid Hussain, posiblemente el líder de la banda, entregara una niña a la policía en una gasolinera «a cambio inmunidad». Otra denuncia se refería al mismo agente, que, según informes, invitó a una cita a dos de las víctimas. Una víctima denunció esto a la policía en agosto de 2013, pero no se tomó ninguna medida. El IPCC también estaba investigando al policía que no actuó según el informe de Jay. El primer policía murió en enero de 2015 después de ser atropellado por un automóvil en Sheffield, en un accidente no relacionado.

## Informe del Ministerio del Interior de 2020
El caso Rotherham fue uno de varios casos que motivaron investigaciones sobre la afirmación de que la mayoría de los perpetradores de bandas de engaño pederasta eran británicos de origen paquistaní. El primero fue de Quilliam, un think tank dedicado a la lucha contra el islamismo extremista, en diciembre de 2017; publicó un informe titulado Explotación sexual infantil basada en grupos: disección de pandillas de engaño pederasta, que afirmaba que el 84% de los delincuentes eran de origen asiático meridional. Sin embargo, este informe fue «ferozmente» criticado por su naturaleza poco científica y su pobre metodología por los expertos en explotación sexual infantil Ella Cockbain y Waqas Tufail, en su artículo Fallando a las víctimas, alimentando el odio: desafiando el daño de la narrativa de ‹bandas de engaño pederastas musulmanas›, que fue publicado en enero de 2020.
El gobierno británico llevó a cabo una investigación adicional en diciembre de 2020, cuando el Ministerio del Interior publicó sus hallazgos, mostrando que la mayoría de las pandillas de explotación sexual infantil estaban, de hecho, compuestas por hombres blancos y no por hombres británicos de origen paquistaní.

Research has found that group-based child sexual exploitation offenders are most commonly white. Some studies suggest an overrepresentation of black and Asian offenders relative to the demographics of national populations. However, it is not possible to conclude that this is representative of all group-based CSE offending.
Las investigaciones han descubierto que los delincuentes de explotación sexual infantil en grupo son por lo general blancos. Algunos estudios sugieren una sobrerrepresentación de delincuentes negros y asiáticos en relación con la demografía de las poblaciones nacionales. Sin embargo, no es posible concluir que esto sea representativo de todos los delitos de explotación sexual infantil basados en grupos.
Ministerio del Interior

En The Guardian, Cockbain y Tufail escribieron sobre el informe que «El estudio de dos años del Ministerio del Interior deja muy claro que no hay motivos para afirmar que los hombres musulmanes o de ascendencia paquistaní están involucrados de manera desproporcionada en tales crímenes y, citando nuestra investigación, confirmó la falta de fiabilidad de la afirmación de Quilliam».